# Тангатарово
Тангатарово (баш. Таңатар) — деревня в Бураевском районе Башкортостана, центр Тангатаровского сельсовета.

## Географическое положение
Расстояние до:
- районного центра (Бураево): 32 км,
- ближайшей ж/д станции (Янаул): 100 км.

## История
Деревня основана  башкирами Эске-Еланской волости Бирского уезда. В конце XVIII века по договору о припуске здесь поселились тептяри. Известно другое название деревни — Курзи.
В 1795 году в деревне проживало 62 человека, в 1865 году в 46 дворах проживало 301 человек. Жители традиционно занимались скотоводством, земледелием, пчеловодством.

## Население
| 2002 | 2009 | 2010 |
| ---- | ---- | ---- |
| 507  | ↘502 | ↘421 |

Согласно переписи 2002 года, преобладающая национальность — татары (90%).

## Инфраструктура
Является центральной усадьбой ООО "Арсланов".  Работают  фельдшерско-акушерский пункт, библиотека.

## Религия
В деревне есть мечеть.